# Viglius-triptiek
Het Viglius-triptiek is een drieluik van Frans Pourbus (I) uit 1571 in de Sint-Baafskathedraal van Gent. Het is een historieschilderij dat de godsdienstige meningsverschillen aan het begin van de Opstand in de Nederlanden verbeeldt en het portrait historié bevat van tal van katholieke en protestantse voormannen. Hoewel het werk een zekere gematigdheid en tolerantie uitstraalt, lijkt het toch een contrareformatorische lezing te geven van de sacramenten van het doopsel, het vormsel en de priesterwijding. Het altaarstuk wordt beschouwd als het meesterwerk van Pourbus en is gemaakt voor de grafkapel van de staatsman Viglius. Het middenpaneel is gesigneerd en gedateerd F. POVRBVS INVENTOR ET PICTOR / 1571.

## Voorstelling

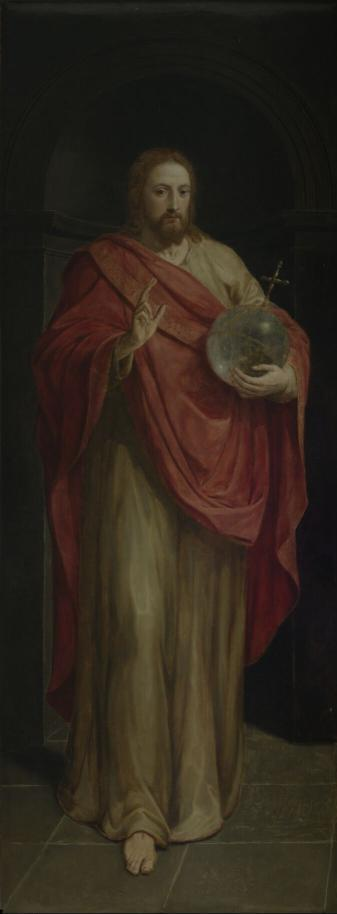
Salvator Mundi
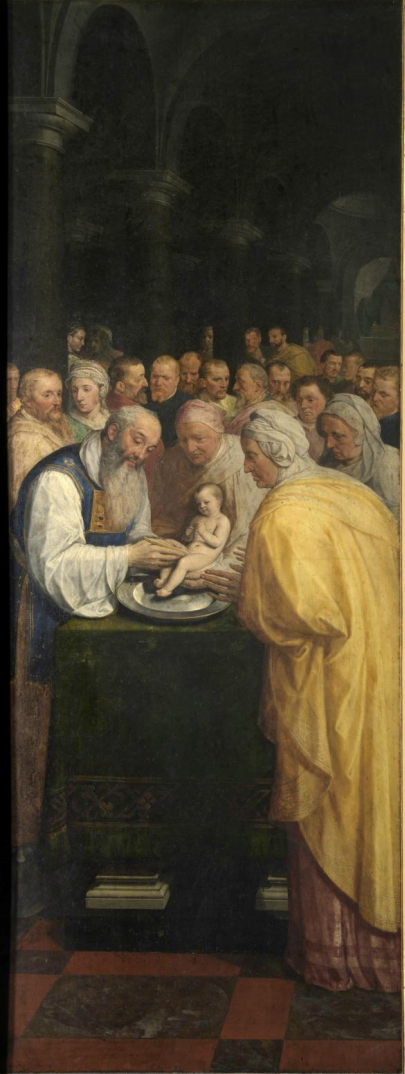
Besnijdenis van Jezus
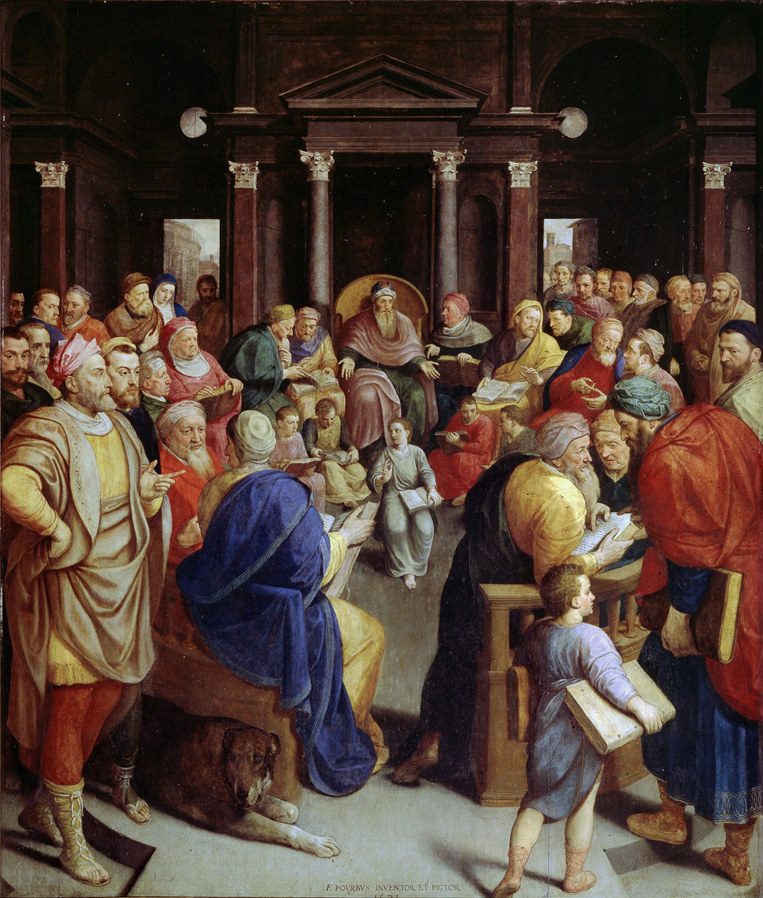
Christus onder de schriftgeleerden in de tempel
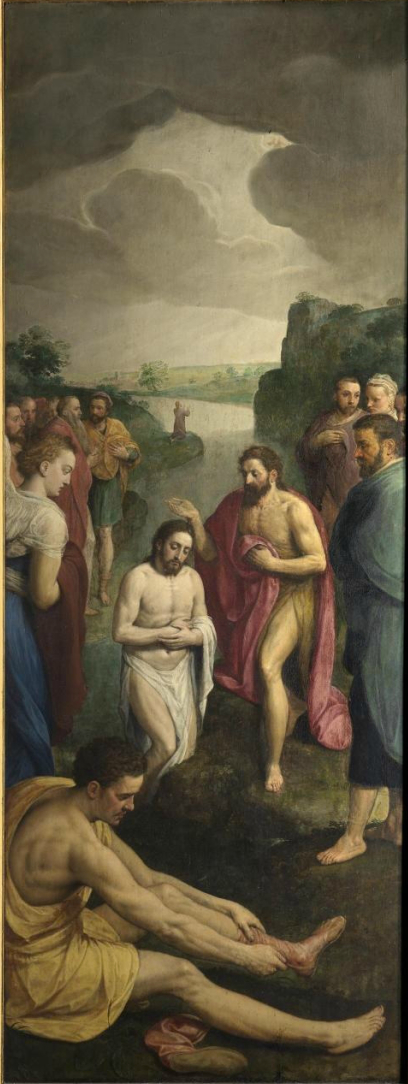
Doopsel van Jezus
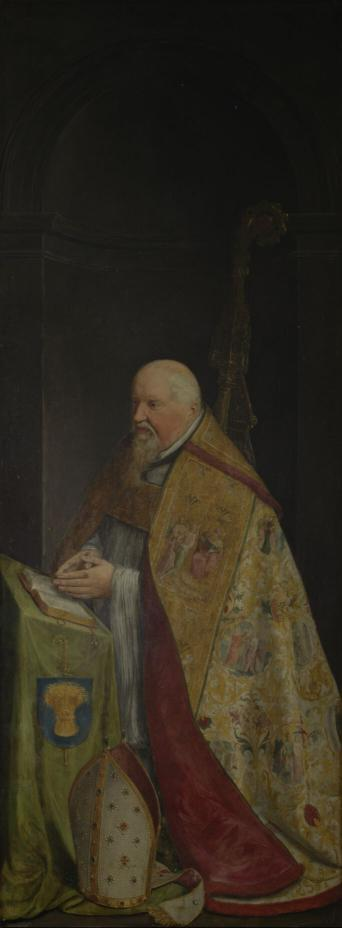
Portret van Viglius

### Christus onder de schriftgeleerden
Het centrale tafereel toont de twaalfjarige Christus in de tempel, die met heilige teksten in de hand een uiteenzetting doet aan de schriftgeleerden. Zijn wijze woorden maken indruk op de toehoorders, die druk in debat gaan. De bijbelse tempel is weergegeven als een klassiek gebouw, met twee poorten die doorkijkperspectieven geven naar de stad. De hogepriester op de troon achter Jezus heeft de trekken van Nicolas Perrenot de Granvelle. Rechts van hem staat bisschop Franciscus Sonnius. Aan de linkerkant zijn overwegend vertegenwoordigers van de katholieke orthodoxie herkenbaar: de staande man in de voorgrond heeft het profiel van keizer Karel V, het hoofd rechts van hem is koning Filips II van Spanje. De besnorde man achter hen is vermoedelijk Marnix van Sint-Aldegonde, of mogelijk Alva's bastaardzoon Fernando de Toledo. De zittende persoon in het rood is Viglius zelf. Voorts zien we hier de hertog van Alva, bisschop Cornelius Jansenius (met Hebreeuwse tekst op zijn voorhoofd), proost Everard Back en inquisiteur Jacob Hessels. Aan de overzijde zijn de protestanten afgebeeld. De man met de baard uiterst rechts is de Gentse calvinist Jan van Hembyze. Hoger heeft de in het paars geklede figuur achter de man die vooroverbuigt veel weg van Petrus Datheen.

### De besnijdenis van Christus
Het linker binnenluik toont de Besnijdenis van Jezus op een andere plaats in de tempel uit het middenpaneel. De operatie wordt uitgevoerd door een hogepriester met een lange baard, vermoedelijk een portret van kardinaal Antoine Perrenot de Granvelle. Onder de toeschouwers bevinden zich verschillende kunstenaars: Cornelis Floris, Lancelot Blondeel, Joris Hoefnagel en Pieter Bruegel de Oude. Het portret van die laatste vertoont sterke gelijkenissen met de gravure door Jan Wierix die het volgende jaar verscheen in Pictorum aliquot celebrium Germaniae Inferioris effigies, maar de onderlinge relatie is niet uitgeklaard.

### Het doopsel van Christus
Op het rechter binnenluik is het Doopsel van Jezus in de Jordaan afgebeeld, zoals beschreven in het Evangelie volgens Lucas. Jezus heeft zijn kleren aan de engel links gegeven. Terwijl Johannes de Doper hem doopt door besprenkeling (aspersio), klaart de lucht in de verte op. In de voorgrond zit de volgende zich al uit te kleden. Onder de personen herkenbaar in de menigte zijn de schilder zelf en zijn vrouw Suzanna Floris.

### Salvator Mundi
Op de linker buitenzijde van het triptiek is Christus afgebeeld als Salvator Mundi: de Zoon van God komt de mensheid verlossen. Gekleed in kundig weergegeven gewaden treedt hij tevoorschijn uit een ondiepe nis van zwart marmer.

### Schenkersportret van Viglius Aytta
Het rechter buitenluik is een stichtersportret van Viglius Aytta, opnieuw in een zwartmarmeren nis. Hij knielt op een bidbankje met zijn wapenschild en draagt een goudgeborduurde koorkap waarop de legende van Sint-Catharina wordt verteld. Zijn mijter staat voor hem op de grond achter hem leunt zijn staf tegen de wand.

## Analyse
Het geheel kan worden geduid als contrareformatorische propaganda over de kinderdoop en andere sacramenten. De besnijdenis en het doopsel van Jezus werden door de Kerk beschouwd als twee voorlopers van het doopsel door de Heilige Geest. Veel geportretteerden op het centrale tafereel hadden theologische standpunten ingenomen over het doopsel. Hoewel er een zekere groepering is in de katholieken links en de protestanten rechts, gaat het niet om een eenvoudige tegenstelling, zoals blijkt uit de aanwezigheid van Sonnius rechts en vermoedelijk Marnix van Sint-Aldegonde links. De weergave van de twaalfjarige Jezus valt voorts in verband te brengen met het vormsel, en de prominente gewijden (Granvelle, Sonnius, Viglius) met de priesterwijding. Viglius en Sonnius meenden dat theologische discussies binnen de kerk zelf moesten worden uitgevochten en waren geen voorstanders van de plakkaten opgelegd door het Spaanse overheidsgezag. De wereldlijke gezagsdragers zijn dan ook buiten de koorbanken geplaatst en hebben geen deel aan het debat, net zomin trouwens als de protestantse kopstukken. Door de Kerk te verlaten, behoorden ze volgens Viglius niet meer tot de geestelijkheid.

## Historiek
Het altaarstuk werd gemaakt voor de grafkapel van Viglius in de Gentse Sint-Janskerk, toen recent de Sint-Baafskathedraal geworden. In 1794 behoorde het werk tot de geconfisqueerde kunst die werd weggevoerd naar Parijs. Sinds de restitutie in 1815 bevindt het drieluik zich weer op zijn oorspronkelijke plaats (altaar nr. 75 van kapel VIII). Restauraties vonden plaats in 1859 (vroegtijdig stopgezet), in het begin van de 20e eeuw, en in de jaren 1954-1959. 